# Guldborg Chemnitz
Pour les articles homonymes, voir Chemnitz (homonymie).
Marie Guldborg Chemnitz, née le 27 janvier 1919 à Qassimiut et morte en 2003, est une interprète, femme politique et militante des droits des femmes groenlandaise.

## Biographie
Guldborg est la fille aîné de la militante des droits des femmes Kathrine Josefsen (1894–1978) et de l'interprète Jørgen Chemnitz (1890–1956). Guldborg épouse le 7 juin 1942 l'assistant éleveur de moutons Finn Christoffersen (1915–1990). Ils divorcent en 1954 et ont quatre enfants.
L'éducation est considérée comme primordiale par sa famille, et en particulier par sa mère Kathrine Chemnitz. En 1934, lorsque Guldborg décide d'apprendre le danois, elle est envoyée dans une famille au Danemark, où elle découvre la culture et la langue locale. De 1936 à 1938, elle fréquente l'Efterskole à Aasiaat. À l'époque, l'enseignement secondaire des filles au Groenland n'est pas très répandu et l'école pour filles ouverte deux ans plus tôt est réservée au filles de l'élite.
En 1938, elle retourne au Danemark pour une formation complémentaire, organisée par un comité qui a pour but de fournir aux femmes du Groenland une éducation tel que requis par les normes européennes. Cependant, en raison de la Seconde Guerre mondiale, elle ne peut pas terminer sa formation et rentre au Groenland en 1939.
Elle améliore sa maîtrise du danois et en 1948 elle participe en tant qu'interprète, mais elle travaille aussi comme médiatrice culturel et d'assistante de recherche. Le chef d'expédition Verner Goldschmidt connait son père, qui a participé à une émission de radio sur le système juridique au Groenland. Après l'expédition, elle travaille chez Grønlands Landsret en tant qu'interprète et enregistreur.En 1958, elle devient interprète au sein du comité de recherche de la société dirigé par Verner Goldschmidt.
Toujours en 1948, le droit de vote pour les femmes au Groenland est autorisé et en 1951, Guldborg Chemnitz se présente au conseil municipal de Nuuk. Elle est la première femme élue à un conseil local et y reste jusqu'en 1954. Ce n'est qu'en 1982 qu'elle se présente à nouveau — à Atassut — et est alors, entre autres, la deuxième vice-maire.
En 1964, elle réussit son examen de traduction — elle est la première femme groenlandaise et la troisième personne groenlandaise à réussir cet examen. De 1964 à 1968, elle est traductrice au ministère du Groenland puis de 1968 à 1972 au secrétariat de Grønlands Landsråd et de 1972 à 1975 à nouveau au comité de recherche de la société. Elle est ensuite consultante auprès de l'Association des femmes Kalaallit Nunaanni Arnat Peqatigiit Kattuffiat (APK), de 1976 à 1979 secrétaire à l'information du Groenland au gouvernement fédéral, puis jusqu'en 1987 traductrice à la Reichsombudsschaft.
En 1964, elle reçoit l'Antoniusprisen, devient chevalier de l'Ordre de Dannebrog en 1987 et reçoit le Nersornaat d'argent le 4 septembre 1998,,.

## Distinctions
- Chevalier de l'ordre de Dannebrog

## Publications
- 1964 : Grønland i udvikling (avec Verner Goldschmidt)
- 1967 : Articles sur retsplejens vilkår og virke i det grønlandske samfund (avec Agnete Weis Bentzon)
- 1975 : Samfund og kriminalitet i grønlandske byområder (avec Verner Goldschmidt)
- 1980 : Kvinders liv og vilkår i Grønland (co-éditeur)